# Jerzy Rybicki
Jerzy Rybicki est un boxeur polonais né le 19 octobre 1953 à Varsovie. Il est devenu champion olympique des super welters à Montréal en 1976.

## Biographie
Après sa carrière sur le ring, il devient entraîneur national (de 1989 à 1993), puis président de l'Association Polonaise des Boxeurs.

## Palmarès

### Jeux olympiques
- Jeux olympiques d'été de 1976 à Montréal en super welters (moins de 71 kg)
- Jeux olympiques d'été de 1980 à Moscou en poids moyens (moins de 75 kg)

### Championnats du monde de boxe
- Championnats du monde de boxe amateur 1978 à Belgrade en super welters (-71 kg)

### Championnats d'Europe de boxe
- Championnats d'Europe de boxe amateur 1975 à Katowice en poids welters (-67 kg)
- Championnats d'Europe de boxe amateur 1977 à Halle (Saxe-Anhalt) en super welters (-71 kg)

### Championnats de Pologne de boxe
- Jerzy Rybicki a été 6 fois champion de Pologne :
  - 1974 et 1975 (poids welters), 1977, 1978 et 1979 (poids super welters), 1981 (poids moyens).
- Jerzy Rybicki a été 2 fois vice-champion de Pologne:
  - 1976 (poids super welters) et 1980 (poids moyens).